# Jekatierina Rudenko
Jekatierina Olegowna Rudenko (ur. 16 października 1994 roku w Ałmaty) – kazachska pływaczka, dwukrotna olimpijka z lat 2008 i 2012, najmłodsza kazachska pływaczka, która brała udział w igrzyskach olimpijskich. 

## Życiorys

### Igrzyska azjatyckie
Zdobyła dwa srebrne medale na igrzyskach azjatyckich w 2014 roku: na 50 i 100 metrów. 

### Igrzyska olimpijskie
Została członkinią reprezentacji olimpijskiej delegowanej do Pekinu, mając niespełna czternaście lat. Wzięła udział w wyścigu na 100 metrów stylem grzbietowym, lecz nie zdołała przejść eliminacji. Cztery lata później również wzięła udział w tej samej konkurencji. Zajęła 38. miejsce, uzyskując czas 1.03, 64. 